# Merkato

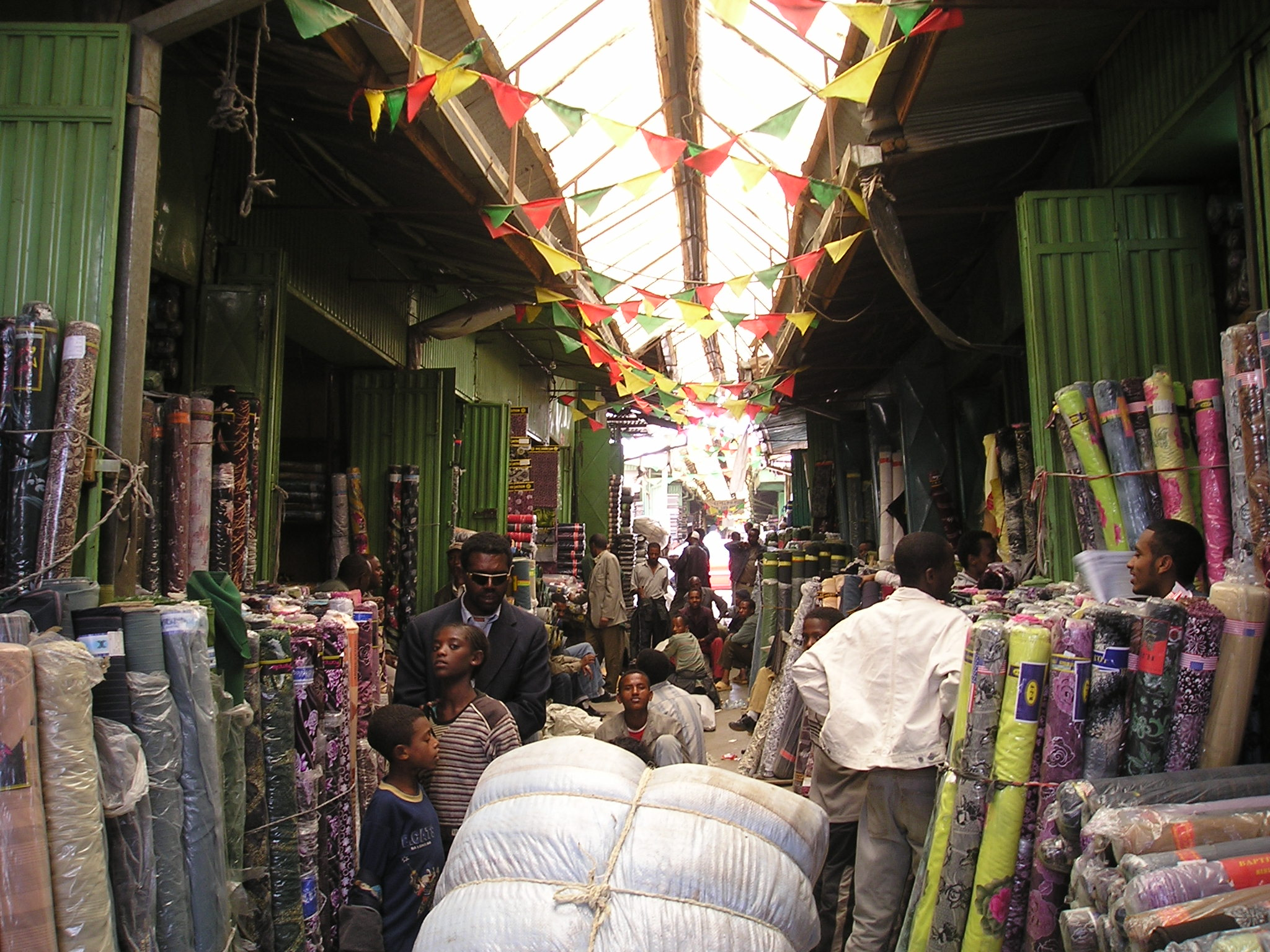
Marknadsstånd i Markato.

Merkato, officiellt Addis Merkato, är en marknad på ett stort torg i centrala Addis Abeba. Marknaden grundades av italienare under ockupationen av Etiopien på 1930-talet och täcker en yta på flera kvadratkilometer. Mer än 7 000 marknadsstånd, 150 affärer och fyra stormarknader finns i Merkato, som räknas som Afrikas största handelsplats. Marknaden är uppdelad i kvarter, tera, där liknande produkter säljs. Många hantverkare finns också på marknaden.
Torget grundades av Haile Selassie år 1920. År 1980 utsågs torget till Etiopiens största torg.[källa behövs] Där kan man köpa allt ifrån kläder till elektronik. Priserna är oftast nerpressade eftersom de flesta butikerna vill locka kunder. Priserna i Merkato är dock oftast högre än andra shoppingcenten i Addis Abeba eftersom varornas kvalitet är högre i Merkato. Det finns även en stor galleria i Merkato som säljer allt möjligt. National Bank of Ethiopia har två kontor i Merkato.
De gamla kvartern i Merkato förändras när marknadsstånden ersätts av byggnader med försäljning  på flera våningar.
Ett annat stort köpcentrum i Addis Abeba är Bole Dembel Shoppingcenter som är stadens näst största efter just Merkato.